# Musca caudex
Musca caudex är en tvåvingeart som först beskrevs av Harris 1780.  Musca caudex ingår i släktet Musca och familjen styltflugor. Inga underarter finns listade i Catalogue of Life.